# Silves (kommun i Brasilien)
Silves är en kommun i Brasilien.   Den ligger i delstaten Amazonas, i den centrala delen av landet, 1 900 km nordväst om huvudstaden Brasília. Antalet invånare är 8 445.
I omgivningarna runt Silves växer i huvudsak städsegrön lövskog. Runt Silves är det mycket glesbefolkat, med 2 invånare per kvadratkilometer.